# Palacete dos Leões

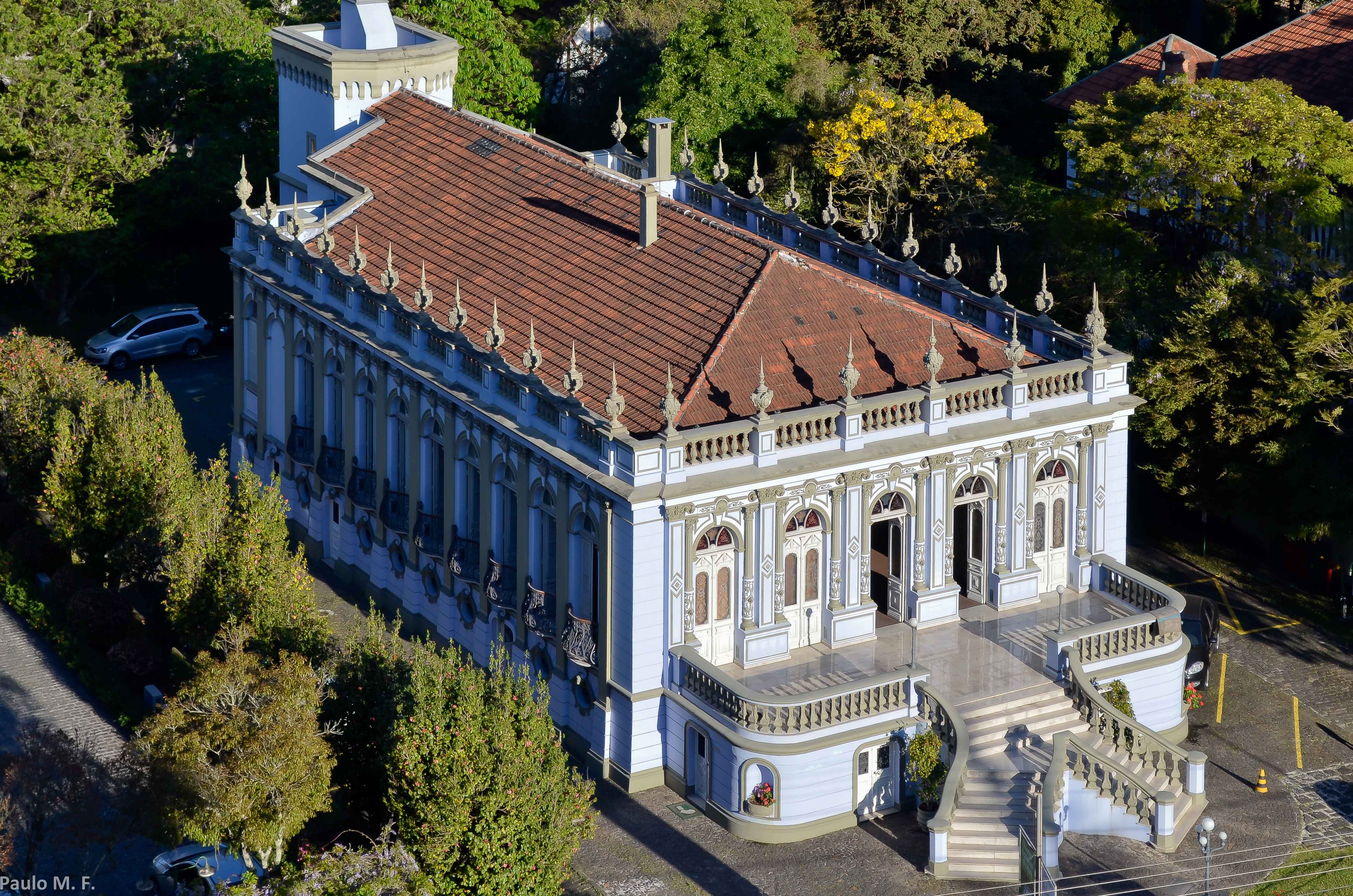
Vista aérea do Palacete dos Leões

O Palacete dos Leões, também chamado de Solar dos Leões, é um palacete brasileiro localizado na Avenida João Gualberto, no bairro Alto da Glória, em Curitiba, Paraná.
O edifício foi tombado pelo patrimônio histórico estadual em dezembro de 2003 pelo valor histórico e estilo arquitetônico eclético. Atualmente abriga o Espaço Cultural  do Banco Regional de Desenvolvimento do Extremo Sul (BRDE).

## História
O início das obras do palacete ocorreu no final do século XIX e foi concluído em 1902 para servir de moradia da família de Agostinho Ermelino de Leão Junior e sua esposa, Maria Clara de Abreu Leão. Leão Junior escolheu o endereço, a antiga "Boulevard 2 de Julho" (depois Avenida João Gualberto), por ser uma região nobre da cidade. O projeto do palacete foi executado pelo engenheiro Cândido Ferreira de Abreu (que seria prefeito de Curitiba anos depois), cunhado de Leão Júnior.
Agostinho era empresário do erva-mate, mantendo engenhos do produto em Curitiba. Neste contexto, o palacete está intimamente ligado ao ciclo da produto, que foi a principal atividade econômica do Paraná entre a primeira metade do século XIX e 1929.
Em 1906, a casa foi usada para receber o então presidente da República Afonso Pena a Curitiba.
Após a morte de Leão Júnior, em 1907, o palacete passou a ser de sua esposa, Maria Clara, que ali viveu até 1935. Com a morte dela, o local passou para a responsabilidade de Maria Clara Leão de Macedo, filha do casal, que casou com Tobias de Macedo.
Em 1984, o palacete foi adquirido pela IBM Brasil, que usou uma parte do terreno para construir a sede da empresa, e neste período ocorreu uma grande restauração no edifício.
Em 2003, foi utilizado como locação no filme O Preço da Paz, como a residência do Barão do Serro Azul, protagonista do longa, que na verdadade residiu em outro endereço de Curitiba, hoje o Centro Cultural Solar Do Barão .
Em 2004, o BRDE comprou o local, instalado sua sede regional no prédio construído pela IBM e transformando o palacete num espaço cultural, quando promoveu uma nova restauração na década de 2010, recuperando as suas cores originais.

## Estilo arquitetônico

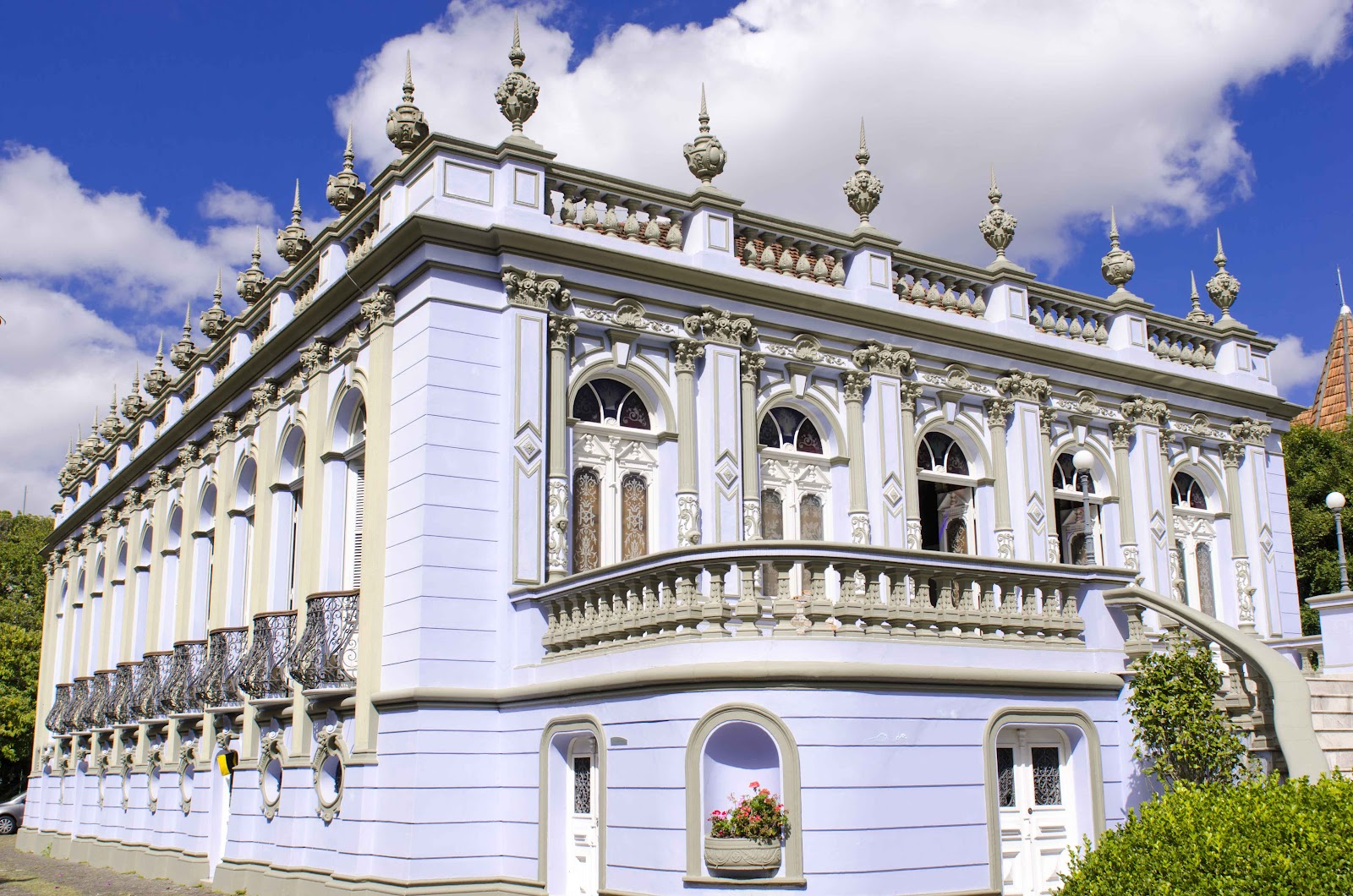
Fachada do Palacete dos Leões

O projeto arquitetônico do Palacete dos Leões chama atenção pelo estilo eclético, muito em voga na época de sua construção. Há a presença de elementos renascentistas e neoclássicos, como a simetria dos vãos das portas e as janelas em arco pleno. O rebuscamento da fachada e seu excesso de ornamentação, por sua vez, flertam com o barroco.
A imponência da edificação é garantida pelo tamanho do imóvel e também pelo pavimento inferior, espécie de porão que serve de suporte para o piso nobre. Seu principal atrativo, contudo, está na riqueza de detalhes. Há diversas pinturas feitas à mão ou estêncil, retratando flores, frutas, anjos.
Em algumas das salas, há papel de parede decorado, deixando evidente o luxo do ambiente. Lustres de cristal, vidros decorados e cortinas originais da época da construção complementam o espaço.
No exterior, os visitantes podem observar na fachada do edifício elementos como conchas, colunas e taças, bem como diversos leões, marca registrada do local.

## Espaço cultural
Atualmente, o Palacete é mantido e preservado pelo BRDE, que transformou o local num espaço com o intuito de fomentar a cultura, recebendo exposições e apresentações artísticas e culturais variadas. As exposições e mostras de arte são selecionadas por uma comissão, formada por funcionários do banco e artistas convidados.
Podem ser vistos desde mostras de artes visuais até apresentações de grupos musicais e lançamentos de livros.